# Rychlokresba

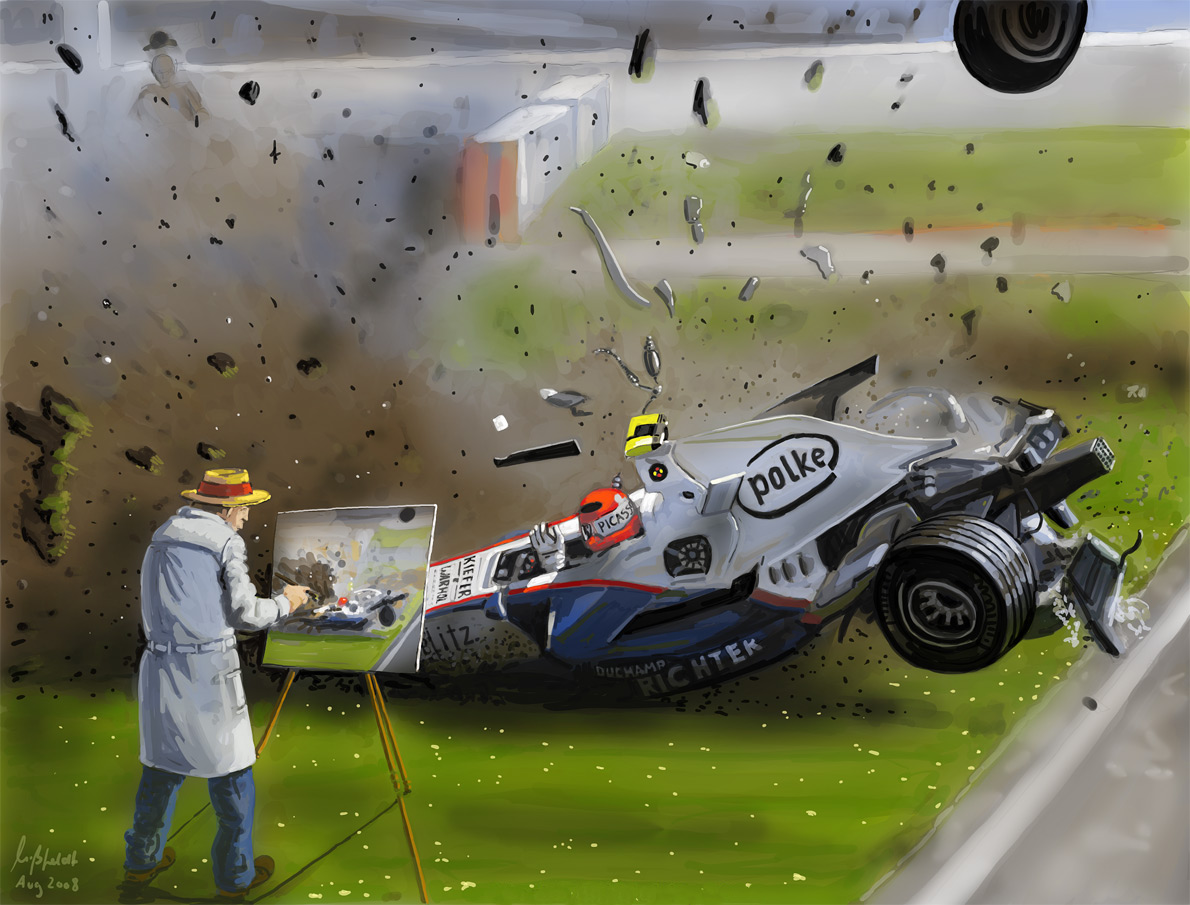
Digitální malba pomocí Adobe Photoshopu a grafického tabletu Wacom Intuos A4. Doba lakování: 3 hodiny.

Rychlokresba, anglicky také speed painting, je druh výtvarného umění, konkrétně styl kresby, kdy se umělec snaží dle předem určených metod vytvořit své dílo v co nejkratším možném čase.

## Charakteristika rychlokresby
V této odnoži umění je velký prostor pro improvizaci, která se týká jak volby prostředků k vyhotovení díla, tak také postupu, který si malíř zvolí. Nejčastěji se zde používají výtvarné pomůcky jako obyčejné tužky, pastelky, fixy, pastely, voskové barvy, uhly, ale také veškeré druhy sprejů, kde jako další prostředky ke zhotovení kresby slouží různé předměty, jako například talíře, pokličky, kusy novin, párátka a jiné, za jejichž pomoci dokáže výtvarník ve výsledném efektu dosáhnout iluze 3D obrazu. Jako podklad se používají například papíry, čtvrtky, plátna, ale možná je také rychlokresba přímo na zdi a jiná místa. Omezení zde nejsou určena a malíř si může zvolit prostředky dle vlastního uvážení, proto také vznikají stále nové varianty tohoto improvizačního umění.
Samotné dílo může mít v konečné verzi různé podoby od jednoduchých náčrtů, až po díla profesionální. Přesto, že v konečné fázi vypadají některé obrazy dokonale, často je také kladen důraz na pracovní postup, proto jsou nezřídka k vidění v audiovizuální podobě, a někdy jsou pro lepší efekt i doprovázeny hudbou.

## Druhy rychlokresby
Uměním rychlokresby jsou známí malíři účinkující na ulicích, výstavách či kulturních akcích, kteří dokáží během krátké doby vyhotovit přímo před pozorovateli dílo v podobě portrétu, karikatury, zátiší, krajiny, nebo nasprejované 3D kresby. V moderní době se stále častěji objevují také různé druhy terapií rychlokresbou a kurzů, jejichž náplní je vytvořit umělecké dílo za účelem harmonizace emocí nebo vyrovnání se s určitým druhem psychického problému. Mezi takové řadíme například duchovní rychlokresbu, která prostřednictvím jednodušších motivů napomáhá odhalit skryté problémy. Další podobnou metodou je automatická kresba, kde je ruka vedena automaticky z podvědomí a výsledný obraz většinou bývá spíše abstraktního charakteru. Za druh rychlokresby by se dal považovat i Trick Art, kde za pomoci různých triků s papírem v kombinaci s kresbou získáváme iluzi 3D obrázku.

## Čeští umělci
- František Kollman
- Pavel Dlabal[1]
- Lubomír Vaněk – karikaturista[2]
- Michal František Pometlo[3]
- Zina Rajnochová

## Zahraniční umělci
- Williams Shamir [4]
- David garibaldi [5]